# Scopula opsinaria
Scopula opsinaria là một loài bướm đêm trong họ Geometridae.